# Westerwoldse Aa
De Westerwoldse Aa (ook: Westerwoldsche Aa of kortweg Aa, vroeger Westwoldinger Aa) is een rivier in Westerwolde en het Oldambt. De rivier wordt gevormd uit de riviertjes of beken Mussel Aa en Ruiten Aa die bij Wessinghuizen samenvloeien. De stroom loopt verder in de richting van de Dollard. Bij De Bult neemt de rivier het water van de zijstroom Pekel A op, die op zijn beurt weer in verbinding staat met de Rensel en het Winschoterdiep. In het gedeelte ten noorden van Bad Nieuweschans vormt de Westerwoldse Aa de rijksgrens tussen Nederland en Duitsland.
In de middeleeuwen werd de benedenloop van de Westerwoldse Aa, die door het landschap Reiderland liep, de Reider Ae genoemd. Deze rivier liep langs Beerta en Nieuw-Beerta, en vervolgens tot aan de Punt van Reide, waar hij uitmondde in de Eems. De grens tussen Westerwolde en Reiderland lag ter hoogte van Blijham.
Ten gevolge van de inbraak van de Dollard verlegde de loop van de Aa zich in de vijftiende eeuw naar het oosten, waardoor Bellingwolde landerijen aan beide kanten van de rivier kreeg. Rond 1500 maakte men onderscheid tussen de Olde Ae en de nieuwe rivierbedding bij Hamdijk, die eveneens Reijder Ehe werd genoemd. De nieuwe stroomgeul zette zich voort in de richting van het huidige Nieuweschans. 
Sinds het begin van de 17e eeuw werd gesproken over de Bellingwolder Ae of Billingewoltster Ae. Een bericht uit 1620 stelt dat de Reyder Aa voortaan Westerwoldsche Aa heet. De naam Westwolder Aa vinden we eveneens op de kaart van Drenthe die Cornelis Pijnacker in 1634 publiceerde. Een getekende kaart uit 1686 spreekt over de Riviere de Aa comende van Westerwolde ende genaempt de Westerwoldische of Mussel Aa. In de 18e eeuw werden de vormen Westwoldinger of Westerwoldsche Aa gebruikelijker. De meeste documenten spreken kortweg over de Aa of Ae.
De voormalige loop van de Westerwoldse Aa bij Blijham (die olde Æ) wordt afgebeeld op een kaart van de Heerlijkheid Wedde uit 1590. Pijnacker noemt dit De Oude Recker Aa. Het rechtgetrokken verlengstuk daarvan dat uitmondde in de Pekel A werd in de 18e en 19e eeuw De Nieuwe Aa genoemd.
Tegenwoordig heet de stroom tot aan Nieuwe Statenzijl in zijn geheel de Westerwoldse Aa. Buitendijks zet de rivier zich voort als Buiten A, Schanskerdiep en Groote Gat.
In 1483 werd een poging gedaan tot aanleg van een kanaal – de Oude Gracht – tussen de Westerwoldse Aa en de Eems. Dit plan mislukte. Vanaf 1585 werd opnieuw een begonnen met de aanleg van een Nije Schipvaart. De restanten daarvan stonden later bekend als Spanjaardsdiep of Spaansche Diep.

## Externe links

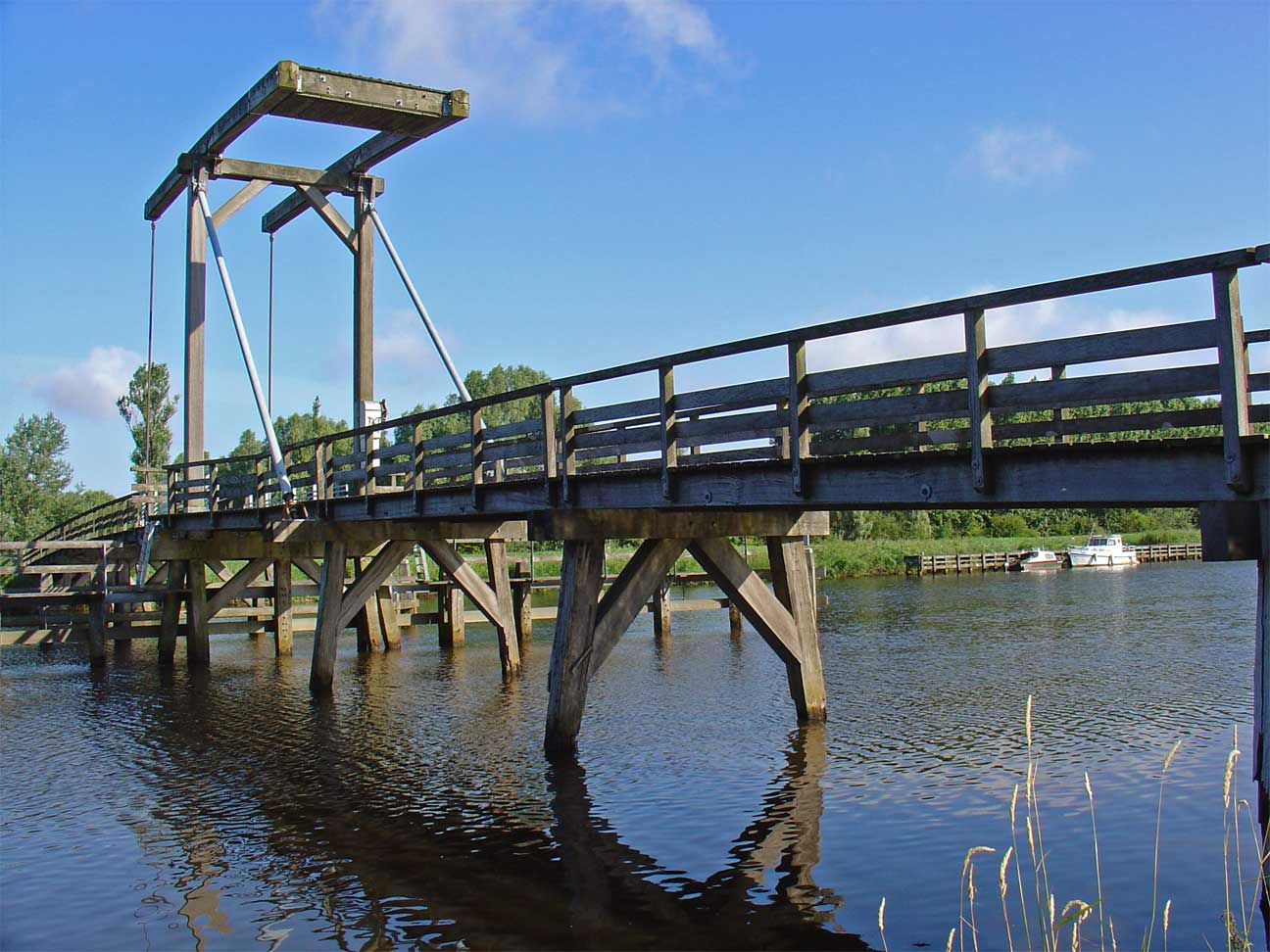
De Westerwoldse Aa met klapbrug bij Bad Nieuweschans
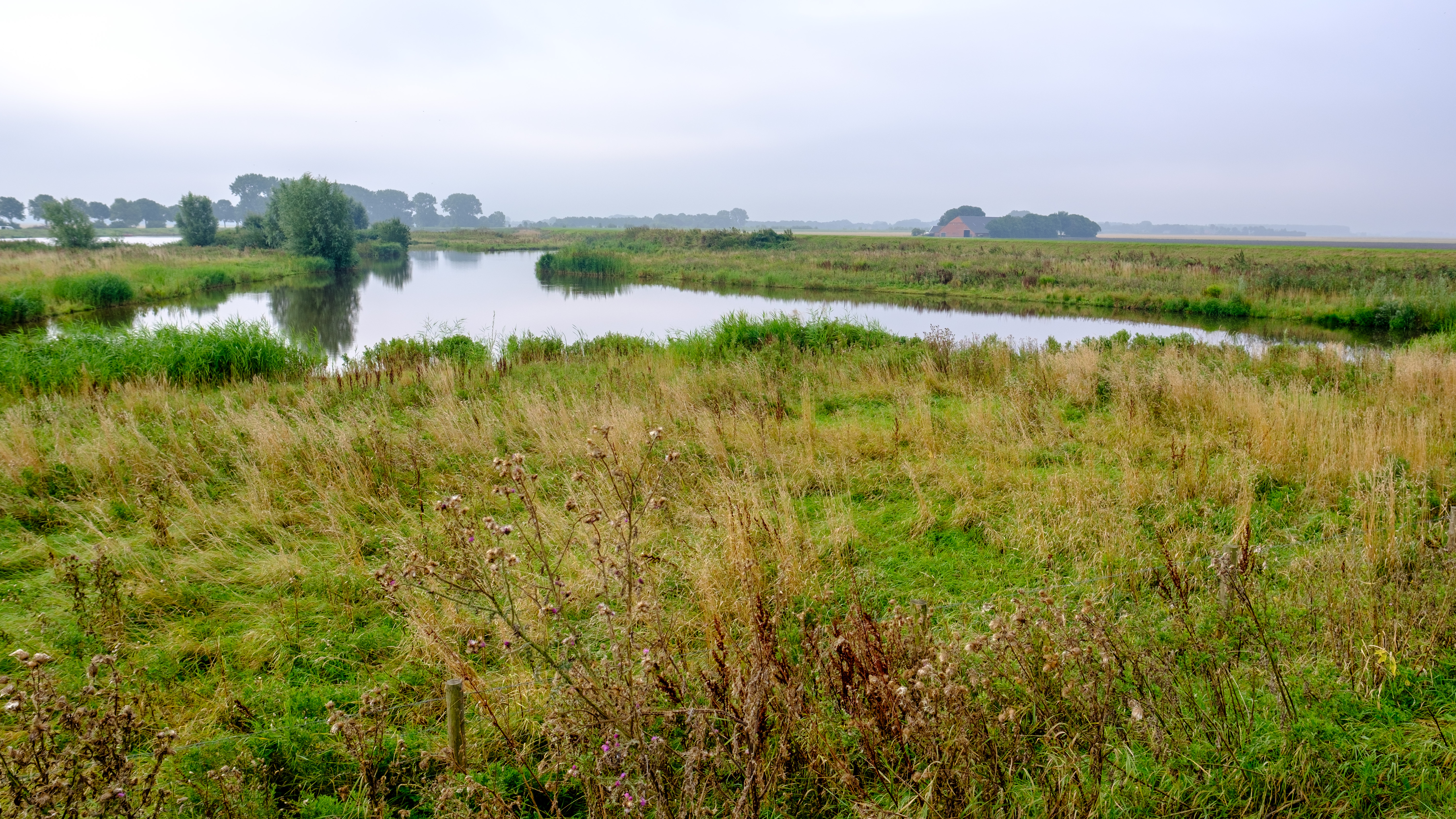
Ecologische zone ter plaatse van het vroegere Oude Statenzijl
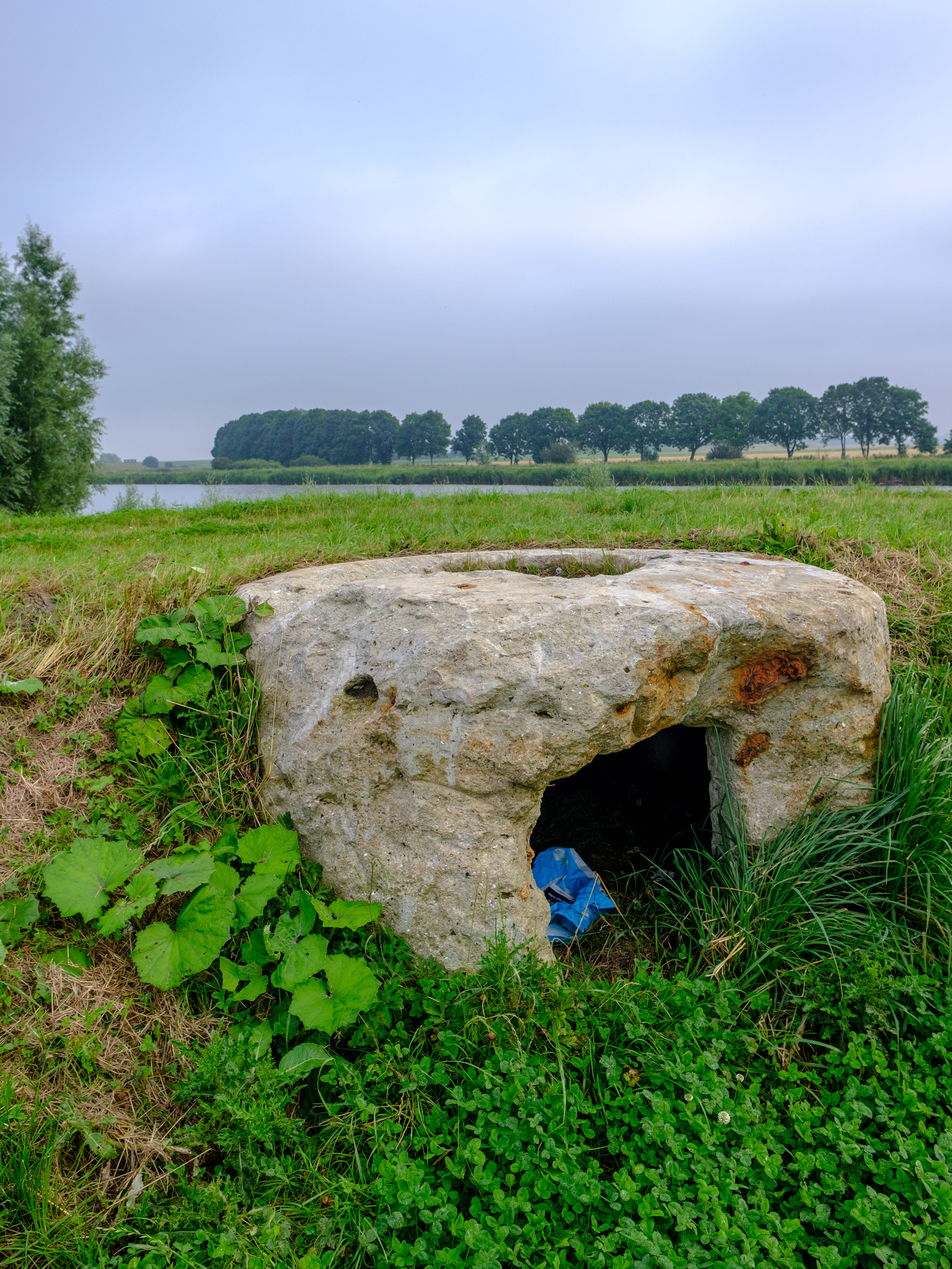
In 2019 teruggevonden en in 2020 aan de Westerwoldse Aa geplaatste voormalige Duitse Kochbunker uit 1944